# Darko Butorović
Darko Butorović (Split, 12 augustus 1970) is een voormalig Kroatisch profvoetballer die onder meer speelde voor Vitesse. Hij speelde ook drie wedstrijden namens Kroatië.

## Statistieken

### Spelersstatistieken
| seizoen                        | club         | competitie                 | wed. | goals |
| ------------------------------ | ------------ | -------------------------- | ---- | ----- |
| 1992/93                        | Hajduk Split | 1. Hrvatska Nogometna Liga | 20   | 0     |
| 1993/94                        | Hajduk Split | 1. Hrvatska Nogometna Liga | 22   | 1     |
| 1994/95                        | Hajduk Split | 1. Hrvatska Nogometna Liga | 25   | 3     |
| 1995/96                        | Hajduk Split | 1. Hrvatska Nogometna Liga | 19   | 2     |
| 1996/97                        | Hajduk Split | 1. Hrvatska Nogometna Liga | 7    | 1     |
| 1996/97                        | FC Porto     | SuperLiga                  | 3    | 0     |
| 1997/98                        | FC Porto     | SuperLiga                  | 6    | 0     |
| 1998/99                        | Vitesse      | Eredivisie                 | 5    | 0     |
| 1999/00                        | SC Farense   | SuperLiga                  | 1    | 0     |
| 2000/01                        | Hajduk Split | 1. Hrvatska Nogometna Liga | 15   | 1     |
| 2001/02                        | Hajduk Split | 1. Hrvatska Nogometna Liga | 4    | 0     |
| Totaal                         | Totaal       | Totaal                     | 127  | 8     |
| Laatst bijgewerkt op 02-07-'11 |              |                            |      |       |

### Internationale wedstrijden
| #                                    | Datum      | Wedstrijd          | Uitslag | Soort Wedstrijd     | Goals |
| ------------------------------------ | ---------- | ------------------ | ------- | ------------------- | ----- |
| 1.                                   | 11-06-1995 | Kroatië - Oekraïne | 1-0     | EK Kwalificatie '96 | 0     |
| 2.                                   | 08-06-1997 | Kroatië - Japan    | 4-3     | Vriendschappelijk   | 0     |
| 3.                                   | 12-06-1997 | Kroatië - Turkije  | 3-0     | Vriendschappelijk   | 0     |
| Totaal                               | Totaal     | Totaal             | Totaal  | Totaal              | 0     |
| Laatst bijgewerkt op 07-08-'11 22:20 |            |                    |         |                     |       |